# Achilles Malmstedt
Bror Johan Achilles Malmstedt, född 10 april 1854 i Stockholm, död där 1 december 1941, var en svensk skol- och språkman.
Achilles Malmstedt var son till verkmästaren Johan Malmstedt. Han avlade mogenhetsexamen i Stockholm 1873 och studerade därefter vid Uppsala universitet. Malmstedt blev filosofie kandidat 1878, filosofie licentiat 1886 och filosofie doktor 1888. Från 1878 tjänstgjorde han vid skolor i Stockholm, 1889–1898 var han lärare vid Stockholms borgarskola, 1889–1910 vid Östermalms högre läroanstalt för flickor och 1898–1925 vid Schartaus handelsinstitut. Åren 1903–1919 var han lektor i engelska och franska vid Högre allmänna läroverket å Södermalm. Vid sidan av lärarverksamheten var Malmstedt verksam som författare inom romansk och engelsk språkvetenskap och litteraturhistoria kombinerat med ett flertal studieresor. Bland hans arbeten märks Om bruket af finit modus hos Raoul de Houdenc (doktorsavhandling, 1888), Strödda anmärkningar till den engelska grammatiken (1898), Sur les propositions relatives doubles (1901), Des locutions emphatiques (1905), Om Swinburnes liv och diktning (1914), Rossetti och The Aesthetic Movement (1917) samt Ossian (1920).